# Museo Arqueológico de Mario-Arsínoe
El Museo Arqueológico de Mario-Arsínoe (en griego: Τοπικό Αρχαιολογικό Moυσείο Μαρίου-Αρσινόης) es un museo arqueológico de ámbito local situado en la localidad de Poli, en el distrito de Pafos de Chipre.  
El museo alberga una serie de objetos arqueológicos que permiten exponer la historia de la antigua ciudad de Mario, que posteriormente pasó a denominarse Arsínoe en honor de la esposa de Ptolomeo II. Las piezas expuestas están ordenadas cronológicamente y abarcan desde el Neolítico hasta la Edad Media. Además de los objetos procedentes del área de la antigua ciudad también hay otros hallados en los ajuares funerarios de tumbas excavadas de la zona.

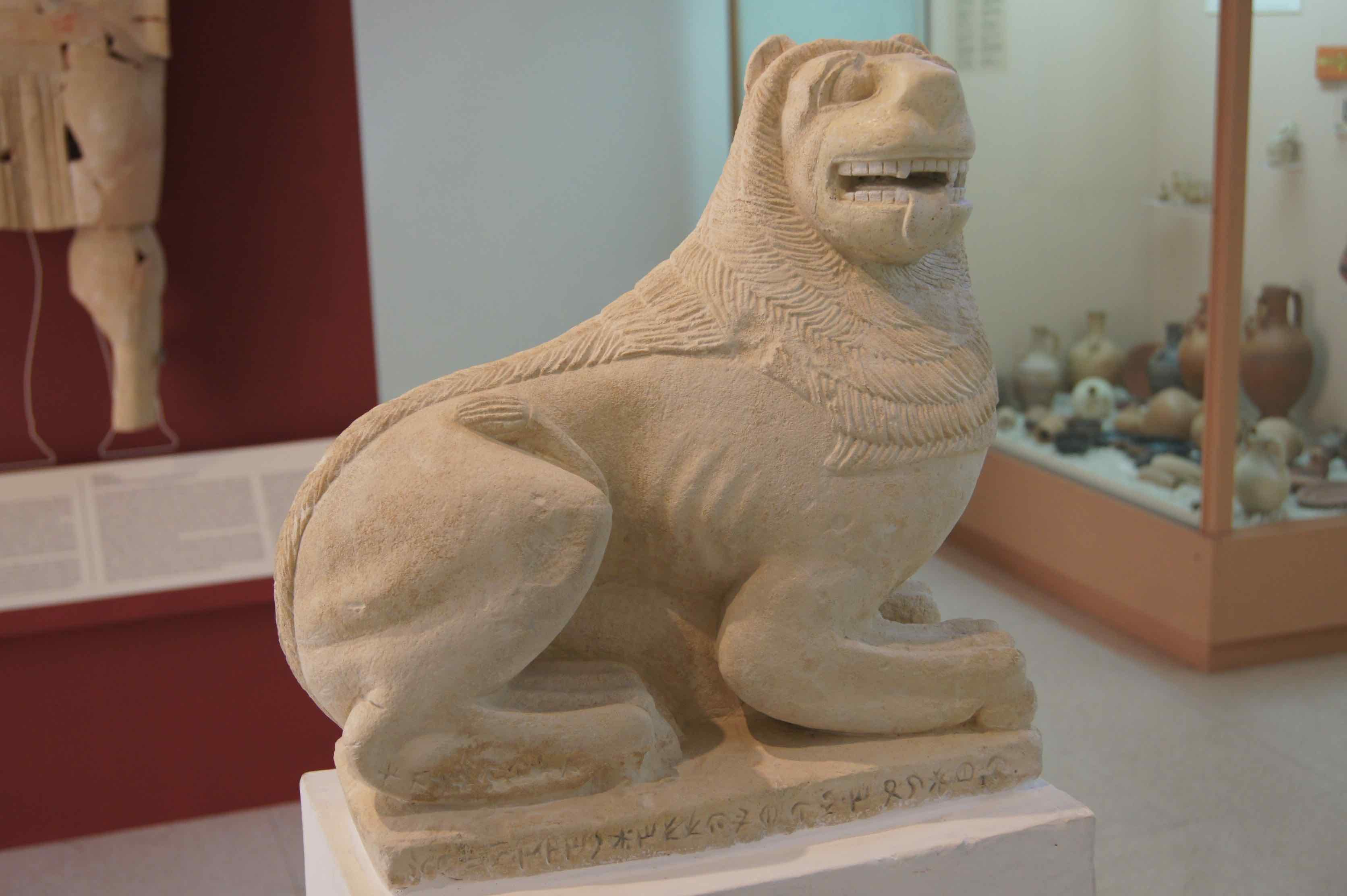
Escultura de un león de una tumba de la ciudad de Mario
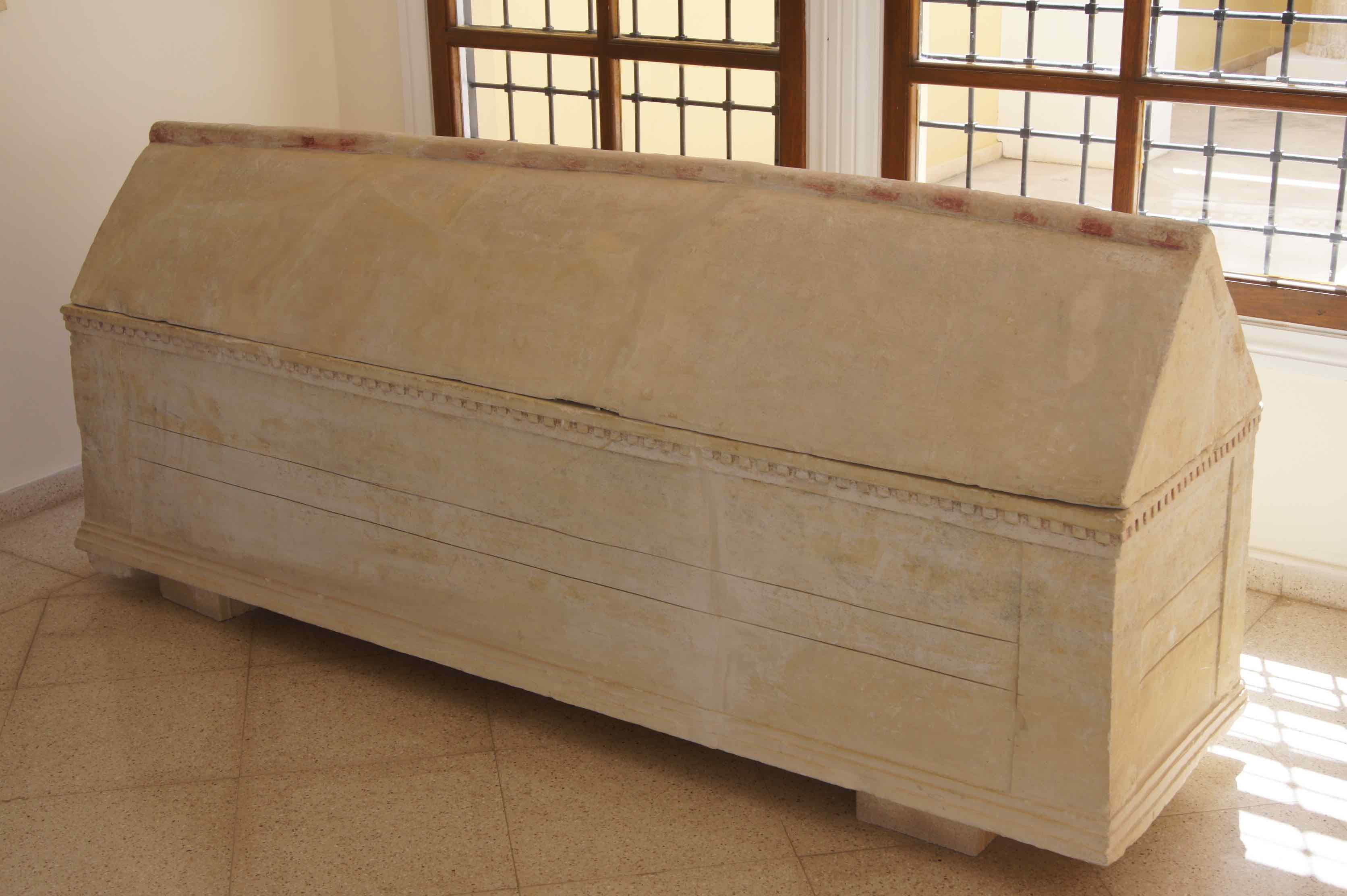
Sarcófago del periodo helenístico
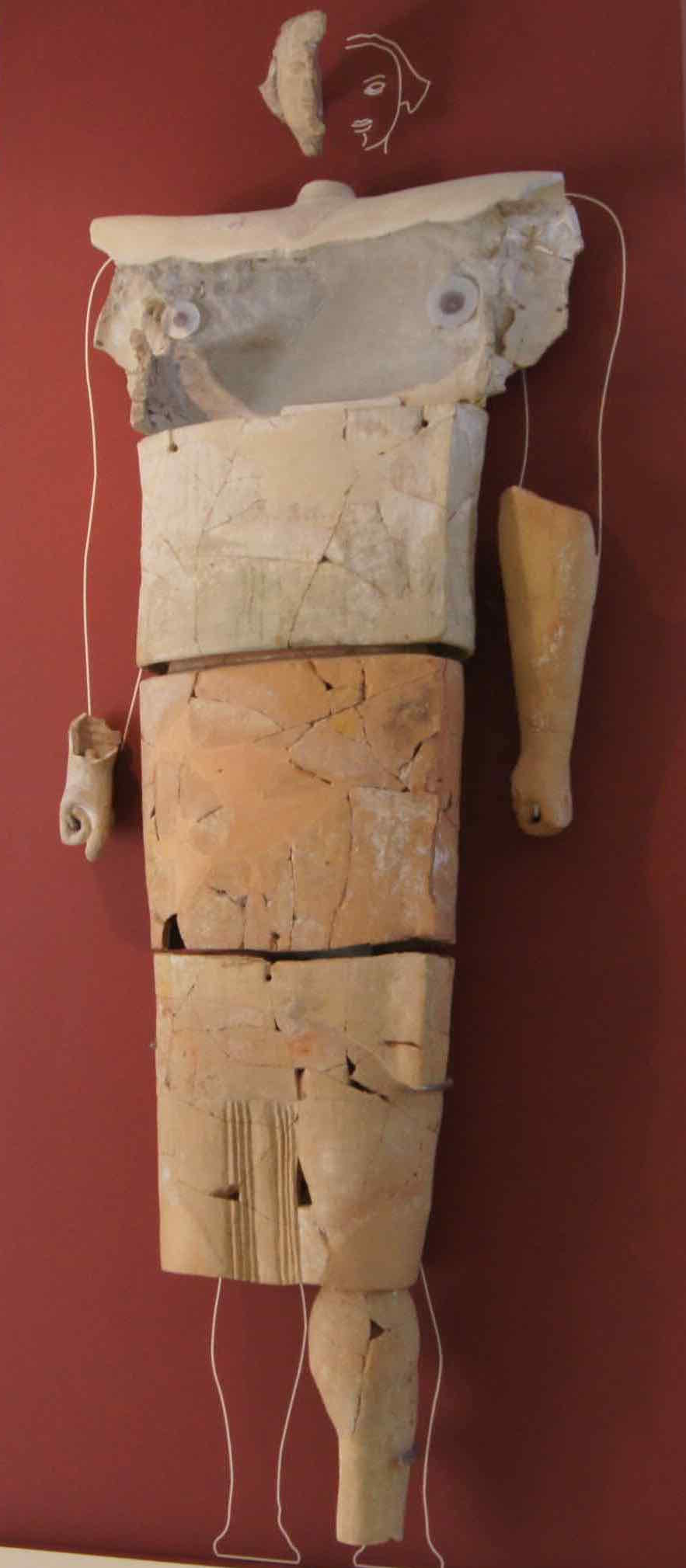
Estatua de terracota del templo de Zeus y Afrodita.